# Grellenbach
Der Grellenbach ist ein 4,47 km langer, linker Zufluss des Loisbachs im Landkreis Neustadt an der Waldnaab in der Oberpfalz in Bayern.

## Verlauf
Der Bach entspringt am Osthang des 624 m hohen Schertelsberges 300 m östlich von Ragenwies in der Gemeinde Moosbach. Von dort fließt er zunächst nach Osten, dann nach Norden.
Nach 630 m nimmt er von links einen unbenannten Bach auf, der vom Nordosthang des Schertelsberges herabströmt.
Der Grellenbach umfließt das 581 m hohe Roßtränkholz an dessen Nordwesthang, ändert seine Fließrichtung nach Nordosten und wechselt in die Gemeinde Eslarn.
Weiter fließt er zwischen Roßtränkholz und dem 571 m hohen Mühlberg im Süden und dem 587 m hohen Hochholz und Mühlholz im Norden. Am Fuß des Mühlholzes passiert der Grellenbach die Einöde Roßtränkmühle.
Kurz bevor er auf die Staatsstraße 2155 von Eslarn nach Moosbach trifft, nimmt er von rechts den Bach auf, der aus dem Freibad Atzmannsee kommt.
Er unterquert die St 2155 und mündet nach weiteren 300 m am Nordwestrand von Eslarn in den Loisbach.